# يو إف سي 131
يو إف سي 131: دوس سانتوس ضد كاروين (بالإنجليزية: UFC 131: dos Santos vs. Carwin)‏ هو حدث لفنون القتال المختلطة نظمته يو إف سي، أُقيم في 11 يونيو 2011، على روجرز أرينا في فانكوفر، كولومبيا البريطانية، كندا.